# 尖锐湿疣
尖锐湿疣（condyloma acuminatum）又稱阴部疣、性器疣、生殖器疣（genital wart）、性病疣（venereal wart），俗稱菜花，是由人乳头瘤病毒所致的良性赘生物，主要发生在生殖器、会阴、肛周部位，少数发生在口唇、口角、脐窝、腋窝、乳房皱褶等处。
尖锐湿疣多数经由性接触传染，少数通过间接接触传染（例如婴儿可在母亲妊娠期间或分娩过程中感染或在出生后与母亲密切接触而感染）。常见临床表现，病变初期为上述部位淡红色或污红色粟粒大小赘生物，质软，顶端稍尖；病变后期体积增大，数目增多，可呈乳头状、蕈状甚至菜花状皮损。

## 成因
尖锐湿疣是由人類乳突病毒（human papilloma viruses，HPV）引起。属DNA病毒。病毒颗粒直径约为50～55nm。主要感染上皮细胞，人是唯一宿主，组织培养尚未成功。应用核酸杂交技术，现已知HPV至少有28型。在临床上HPV的类型与引起某些不同种类的疣相关。其中HPV6、11、16和18可经性传播而引起尖锐湿疣。（第6、11型所引起，16與18型是子宮頸癌。）

## 症状

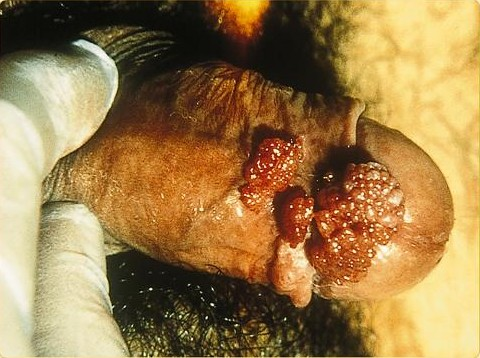
男性尖銳濕疣患者的陰莖

患者接觸受感染的人後，會在兩個星期至八個月內長出性器疣。患者也有身体其它部位如手臂、头及面部、颈背部甚至腹脐部产生湿疹皮炎的可能。
男性患者最常見的病徵，包括陰莖、陰囊或肛門長出一些癢或不痛的肉色小粒。女性患者的外陰周圍或陰道內會長出椰菜花狀的肉粒，患者一般難以察覺。如疣生長在女性的子宮頸，則可能會引致輕微出血。
性器疣的患者不會引致嚴重的併發症。女性則會增加患子宮頸癌的患病機會。數據顯示90%的子宮頸癌與HPV病毒有關。

## 混淆
尖锐湿疣常与男性阴茎珍珠疹、女性假性湿疣等混淆，有的造成误诊。需要注意的是珍珠疹、假性湿疣都是无害的。醋酸白试验能够鉴别是否是尖锐湿疣。

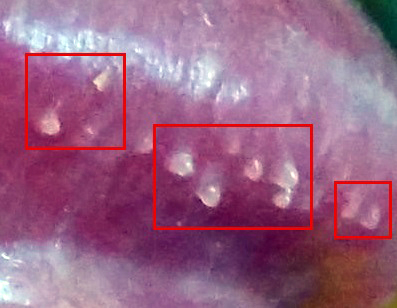
珍珠疹（非尖锐湿疣，无害）

## 传染
尖锐湿疣是由直接接觸患者外露的傷口傳播，一般經由性行為感染；间接接触包括马桶，私人衣物等，都会引起感染，而且難以透過一般的清洗和消毒過程去消滅病原體。避孕套并不能起到充分的保护作用，因为避孕套无法遮住所有受感染的部位。唯一保险的预防办法，是避免自身的皮肤与受感染的组织直接接触。有極少病例顯示，口交可能令口腔及喉嚨生疣。

## 治疗與預防
1. 诊断标准：接触史，有非婚性接触史、配偶感染史或间接感染史。
2. 实验室检查：皮损活检，有HPV感染的特征性凹空细胞的组织病理学变化特点。必要时在皮损活检中用抗原或核酸检测显示有HPV。常见的是HPV6、11型，少见为HPV16、18型。
3. 病例分类：报告病例，具备1.1及1.2指标。确诊病例，具备1.1，1.2及1.3中的任何一项指标。
4. 治疗原则：注意患者是否同时有淋球菌、衣原体、支原体、滴虫、霉菌等病原体感染，如有，应同时治疗。患者配偶与性伴若有尖锐湿疣或其他性病，应同时治疗。治疗期间避免性生活。
5. 判愈及预后：判愈标准是去除增生疣体，尖锐湿疣预后一般良好，但复发率较高。
6. 管理及预防：尖锐湿疣每例患者只应报告一次。过去未曾诊断的患者首次诊断时应当报告。尖锐湿疣患者应避免性生活，或使用避孕套，以防传染给配偶。患者应及早治疗。

- 咪喹莫特(Imiquimod (Aldara))，外敷藥物，通過引導人體產生抗體，讓人體自體免疫系統去殺滅人體人类乳头状瘤病毒；復發率低，無毒，無痛苦；目前是歐美國家治疗尖锐湿疣的首選藥。
- 鬼臼毒素(Podophyllotoxin)，世界卫生组织和中華人民共和國衛生部推荐的治疗尖锐湿疣的首选药物，外敷藥物，三天即可去掉疣体。但鬼臼毒素有一定毒性，可能會引起相應用藥部位的紅腫及糜爛，但是停藥幾天後一般會恢復正常。
- 激光治療法，治愈率低，復發率高，治療時疼痛，治療後需要較長時間的身體恢復，可能會留下疤痕。
- CO2冷凍治療法，治療原理與激光治療法相似，治愈率低，復發率高，治療時疼痛，治療後需要較長時間的身體恢復，可能會留下疤痕。
- 干擾素藥物，必須注射治療，療效存在很大爭議。美國疾病控制中心（CDC）不贊成用干擾素治療尖銳濕疣，其理由有三：療效較低，毒性發生率高，價格昂貴。

## 外部連結
- HPV资讯 （页面存档备份，存于） - 美国疾病控制与预防中心